# Körsbärstomat
Körsbärstomat, även kallad cocktailtomat eller cherrytomat, är en mindre varietet av tomat. Den marknadsförs som exklusivare än vanliga tomater, och kan användas i sallader eller ätas som en matbit. Den är ofta sötare än en vanlig tomat och finns i färgerna röd och gul. Det vetenskapliga namnet är Solanum lycopersicum var. cerasiforme.